# Chester House
Chester House ist eine Villa in dem schottischen Hafenort Eyemouth in der Council Area Scottish Borders. 1971 wurde das Bauwerk in die schottischen Denkmallisten in der höchsten Denkmalkategorie A aufgenommen. Des Weiteren ist es Teil eines Denkmalensembles der Kategorie B. Es nicht zu verwechseln mit dem ebenfalls in den Scottish Borders gelegenen Chesters House.

## Beschreibung
Die zweistöckige Villa liegt an der Church Street im Zentrum von Eyemouth. Sie wurde in der Mitte des 18. Jahrhunderts erbaut. Die westexponierte Frontseite entlang der Church Street ist symmetrisch aufgebaut und fünf Achsen weit. Die mittige Eingangstüre ist über eine Vortreppe zugänglich. Die längliche Türe ist mit Architrav und bekrönendem Gesimse auf Konsolen gestaltet. Die Natursteineinfassungen der Sprossenfenster sind gegenüber der Bruchsteinfassade erhaben. Unterhalb des schiefergedeckten Satteldachs verläuft ein gekehltes Kranzgesims. Die giebelständigen Kamine wurden teilweise neu aufgebaut. An ihren Seiten sind Überreste eines ehemaligen Harl-Putzes zu finden. Der Innenraum ist mit zeitgenössischer Holzvertäfelung und einer Treppe mit Balustrade gestaltet.